# Kevin McCord
Kevin McCord est un musicien et compositeur anglais. Il a composé le hit de 1983 Get Down Saturday Night avec Oliver Cheatham. Il fut également bassiste du groupe Al Hudson and the (Soul) Partners dans les années 1970. 